# Liste des épisodes de Florence Larrieu : Le juge est une femme
Cet article présente la liste des épisodes de la série télévisée française Florence Larrieu : Le juge est une femme.
Chronologie
Alice Nevers Saison 1

## Épisodes

### Pilote
- Aux marches du palais (diffusion le 11 novembre 1993), avec Clovis Cornillac, Florence Darel, Anthony Delon, Éric Métayer, Alexandra Vandernoot, Pascale Roberts et Vanessa Valence

### Première saison (1994-1995)
1. Danse avec la mort (diffusion le 16 juin 1994), avec David Soul, Claire Keim, Vincent Cassel et Anouk Ferjac
2. Dérive mortelle (diffusion le 4 mai 1995), avec Jean-Pierre Cassel, Macha Méril, Judith Reval et Gilles Gaston-Dreyfus

### Deuxième saison (1995-1996)
1. Le Secret de Marion (diffusion le 16 mars 1995), avec Anne Richard, Richard Berry, Vincent Elbaz, Thierry Neuvic
2. L'Enfant de l'absente (diffusion le 18 janvier 1996), avec Jacques Perrin

### Troisième saison (1996-1997)
1. La Fille aînée (diffusion le 12 septembre 1996), avec François Berléand
2. Drôle de jeu (diffusion le 12 juin 1997), avec Jean-Pierre Kalfon, Bérénice Bejo

### Quatrième saison (1998-1999)
1. Le Rachat (diffusion le 8 octobre 1998), avec Anny Duperey, Marc Lavoine
2. L'Usine du père noël (diffusion le 1er janvier 1999), avec Cécile de France
3. Excès de pouvoir (diffusion le 8 avril 1999)

### Cinquième saison (1999-2000)
1. La Face cachée (diffusion le 23 septembre 1999), avec François Marthouret, Claire Keim, Pierre Deny et Michaël Cohen
2. Suspectes (diffusion le 3 avril 2000), avec Malik Zidi

### Sixième saison (2000-2001)
1. Bon pour accord (diffusion le 2 octobre 2000)
2. Cadeau d'entreprise (diffusion le 6 novembre 2000)

### Septième saison (2001-2002)
1. Cœur solitaire (diffusion le 15 octobre 2001)
2. Les Délices du palais (diffusion le 4 mars 2002), avec Aurélien Wiik
3. L'Ami d'enfance (diffusion le 13 mai 2002), avec Aurélien Wiik